# Gabriela Agúndez
Gabriela Agúndez (La Paz, 4 de agosto de 2000) é uma saltadora mexicana, medalhista olímpica.

## Carreira
Agúndez conquistou a medalha de bronze nos Jogos Olímpicos de Verão de 2020 em Tóquio na prova de plataforma 10 m sincronizado feminino, ao lado de Alejandra Orozco, após somarem 299.70 nos cinco saltos.